# Charles Chastelain
Pour les articles homonymes, voir Chastelain.
Charles Chastelain est un compositeur franco-flamand né dans les Pays-Bas des Habsbourg à la fin du XVe siècle ou aux premières heures du XVIe siècle, maître de chapelle du chapitre de la Collégiale Saint-Vincent de Soignies.

## Éléments biographiques
On connaît peu de chose sur la vie de ce compositeur. Louis-Prosper Gachard, archiviste général du royaume de Belgique, mentionne dans son précis sur la correspondance de Philippe II d'Espagne un échange entre le Roi et Marguerite de Parme, Duchesse de Parme. Philippe II lui explique, dans un courrier daté du 7 octobre 1564 qu'il vient de perdre son Maestro di Capilla (Pierre de Manchicourt, le maître de chapelle de la Capilla Flamenca (Chapelle flamande) est en effet décédé le 5 octobre 1564) et qu'il souhaiterait le remplacer par un «musicien habile». « Ce n'est qu'en Flandre qu'il espère le trouver. On lui a parlé de Chastelain, chanoine et maître de chapelle de Soignies, comme étant le meilleur qu'il pût choisir. Il prie la duchesse de faire appeler ce personnage et de lui proposer un office dans lequel il trouvera honneur et profit ».
La Duchesse lui répondit le 30 novembre 1564. Elle dit avoir rencontré le candidat pressenti mais ce dernier, bien que touché par le grand honneur que lui fait son souverain se voit contraint de refuser la charge en raison de son grand âge et de ses problèmes de santé.
Finalement, ce sera Jean Bonmarché qui prendra la suite de Pierre de Manchicourt.

## Ses motets
Il semble que seuls deux motets pour cinq voix nous soient parvenus.
- Mane surgens Jacob
- Veni in horium meum